# Fabrikantenhaus von der Becke

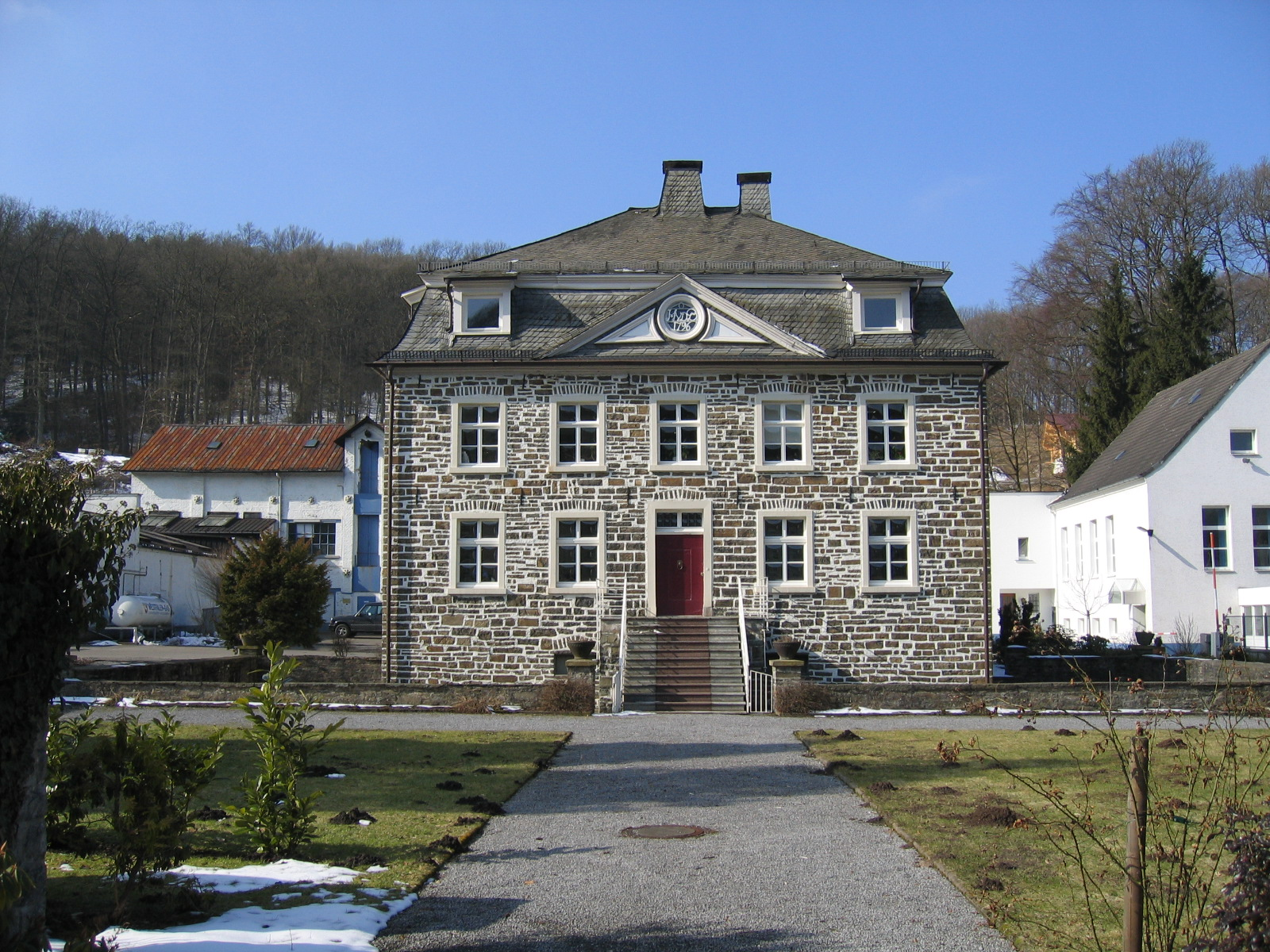
Fabrikantenhaus von der Becke
(Ansicht von Osten)

Das Fabrikantenhaus von der Becke, auch Reidemeisterhaus genannt, ist ein unter Denkmalschutz stehender Profanbau in Hemer-Dieken, Stephanopeler Straße 42, am nördlichen Ende des Stephanopeler Tales.
Das zweigeschossige repräsentative Fabrikantenhaus aus der Zeit der Frühindustrialisierung wurde 1796 als Traufenhaus auf hohem Kellersockel aus Bruchstein mit schiefergedecktem Mansarddach in einem Hausteich errichtet. Der Hausteich entstand durch Mühlenstau des Sundwiger Baches. Die straßenseitige Fassade ist in fünf Achsen mit Werksteinfenstergestellen und einem Mitteleingang, ebenfalls in schlichtem Werksteingestell, gegliedert. Das Haus hat eine Tiefe über 3 Achsen. Über den Fenstern und der Tür mit zweigeteiltem Oberlicht befinden sich flache Entlastungsbögen. Die Tür hat ein frühklassizistisches Türblatt mit einfacher Kassette. Als Türklopfer ist ein Löwenkopf aus Gelbguss angebracht. Erreicht wird der östlich liegende Eingang über eine hohe mit Beischlag versehene geradläufige Freitreppe mit seitlichen Sitzbänken. Diese Treppe, vor der sich ein Vorplatz befindet, hat auch die Funktion einer Brücke über den Hausteich. 
Über den drei mittleren Achsen befindet sich in der Ebene der Wandfläche ein mit Brettern verkleideter Fronton mit Okulus. Im Okulus mit umlaufendem Kymation ist als Schnitzwerk eine verschlungene Ligatur mit den Buchstaben „MvdB“ in der Mitte, darunter die Jahreszahl 1796, angebracht. Auf den äußeren Achsen befindet sich im Mansarddach jeweils eine Flachdachgaube. An der Rückseite des Hauses befindet sich ebenfalls ein Eingang mit Freitreppe und Beischlag, jedoch ohne Sitzbänke. Der Bruchstein des gesamten Gebäudes ist weiß verfugt.   
Das Fabrikantenhaus ist durch einen Vorgarten von der Straße getrennt. Der Zugangsweg zum Gebäude ist durch ein dreiteiliges Tor aus Schmiedeeisen verschlossen. 
2001 wurde das Haus als Bürogebäude unter laufender Nummer 77 in die Denkmalliste der Stadt Hemer eingetragen.